# Thái Hưng, Thái Châu
Thái Hưng (chữ Hán phồn thể:泰興市, chữ Hán giản thể: 泰兴市) là một thành phố cấp phó địa khu thuộc địa cấp thị Thái Châu, tỉnh Giang Tô, Cộng hòa Nhân dân Trung Hoa. Thành phố này có diện tích 1253 ki-lô-mét vuông, dân số 1,29 triệu người. Mã số bưu chính là 225400. Chính quyền thành phố đóng ở trấn Thái Hưng. Về mặt hành chính, thành phố này được chia thành 21 trấn, 1 hương.
- Trấn: Thái Hưng, Hoàng Kiều, San Hô, Quảng Lăng, Hoàng Đoá, Cổ Khê, Nguyên Trúc, Trương Kiều, Khúc Hà, Hà Thất, Khê Kiều, Lưu Trần, Tân Nhai, Diêu Vương, Tuyên Bảo, Hồ Trang, Thái Hoa, Thất Vu, Tân Giang, Mã Điện, Phân Giới.
- Hương Căn Tư.